# Milava
Milava este o localitate din comuna Cerknica, Slovenia, cu o populație de 12 locuitori.